# (9125) 1998 FT62
A (9125) 1998 FT62 a Naprendszer kisbolygóövében található aszteroida. A LINEAR projekt keretében fedezték fel 1998. március 20-án.